# El Serrat (la Vall d'en Bas)
El Serrat és una masia de la Vall d'en Bas (Garrotxa) protegida com a bé cultural d'interès local. És una antiga casa pairal de planta baixa i dues plantes pis. El conjunt es completa amb magatzems per a ús agrícola.